# ジョゼフ・リー・ジェイン
ジョゼフ・リー・ジェイン（英語: Joseph Lee Jayne 1863年5月30日 - 1928年11月24日）は、アメリカ海軍の軍人。米西戦争と第一次世界大戦に従軍した。

## 経歴
ミシシッピ州中央部に位置する町ブランドンで、ウィリアム・マクフィー・ジェインとジュリア・フランセス・ケノンの間に生まれる。1878年6月、アナポリスの海軍兵学校に入学し1882年に卒業。
1884年7月1日、海軍少尉 (Ensign)に任官される。1893年、首都ワシントンD.C.の海軍省装備局にて電灯調査官補として勤務。1894年7月10日に海軍中尉 (Lieutenant (junior grade))に、1897年12月7日に海軍大尉 (Lieutenant)に昇進。1894年12月3日、エリザベス・ティルトン・イーストンと結婚。
米西戦争のキューバの海上封鎖においては水雷艇ロジャースを指揮した。
1901年の10月から11月にかけて、アメリカ領サモアの臨時軍総督およびトゥトゥイラ海軍基地の臨時司令官を務めた。
大佐時代の1911年10月16日から1914年2月11日にかけてアメリカ海軍天文台の責任者を務める。
1917年12月、海軍少将に昇進。第一次大戦の終結後、大西洋艦隊第1戦艦部隊第3分艦隊を率いた功績を称えられて海軍十字章を授与された。
ジェイン少将は1928年11月24日、ロードアイランド州ニューポートにて卒中で倒れ、65歳で死去した。